# Rue Beauvoisine
La rue Beauvoisine est une voie publique de la commune française de Rouen.

## Situation et accès
La rue Beauvoisine est une voie de la rive droite de la Seine à Rouen. D'une longueur d'environ 600 m, elle s'étend de son intersection avec les rues Ganterie et de l'Hôpital en direction du nord-nord-est jusqu'à la rue Louis-Ricard.
Outre ces rues, elle est traversée ou rejointe par les voies suivantes :
- Rue Jean-Lecanuet
- Rue de la Seille
- Rue du Beffroy
- Rue de Montbret
- Rue du Cordier
- Rue d'Écosse
- Rue Dulong
- Petite Rue des Carmélites
- Rue Adolphe-Chéruel

Au sud, elle est prolongée par la rue des Carmes.

## Origine du nom
Le nom « Beauvoisine » tient son origine du nom de Beauvais, la « rue Beauvaisine ». La rue Beauvoisine n'existe qu'au Ve siècle. La rue qui partait de la rue des Carmes prit le nom de la rue Beauvoisine à cause de l'axe partant du centre-ville de Rouen et se dirigeant en direction de la ville de Beauvais ou du pays de Beauvoisis.

## Historique

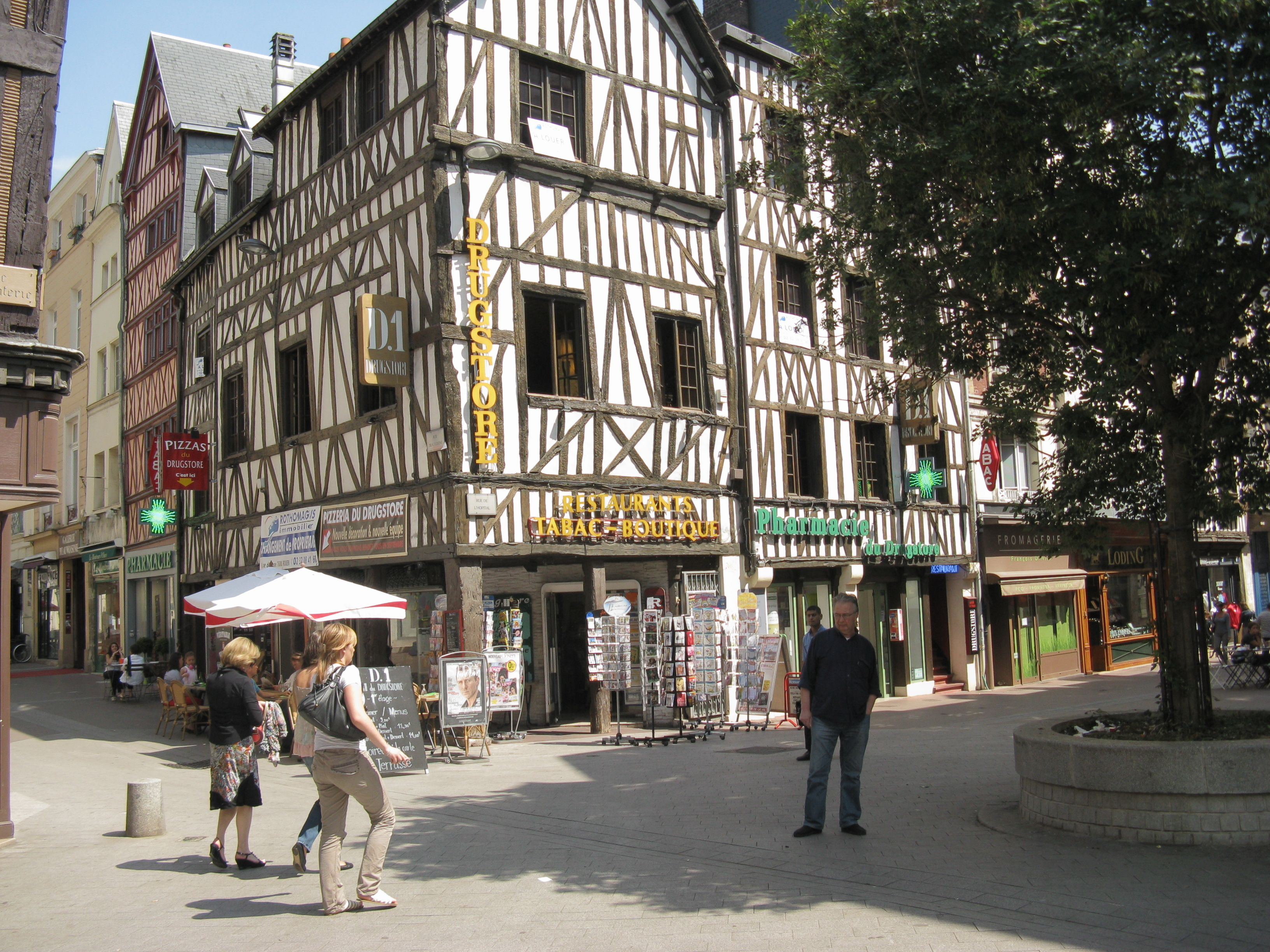
Croisement de la rue Beauvoisine et de la rue de l'Hôpital.

Avant 1792, il y avait deux communautés religieuses rue Beauvoisine, les religieuses de la Visitation de Sainte-Marie et les bénédictines de Bellefonds. Les Bellefonds de l'Ordre Saint-Benoît, qui habitèrent d'abord le faubourg Saint-Sever, s'installèrent en 1648 rue Beauvoisine, sous le titre de couvent de Notre-Dames-des-Anges. Dans la cour des Bellefonds, aujourd'hui en partie occupée par les écoles, on peut encore voir des vestiges de l'ancien monastère.
Au nord de l'axe cardo, de part et d'autre de la rue Beauvoisine s'étendant vers l'est jusqu'à la rue Louis-Ricard, se trouvait l'une des plus importantes nécropoles, utilisée dès la fin du 1er siècle avant J.-C.
Rouen a fait une grande impression, tant par sa place que sa prospérité et ses bâtiments : c'était la capitale ducale (qui appartient à un duc, à une duchesse). Le dépôt d'armes découvert rue Beauvoisine est à associer à l'invasion de 259-260 à Gallien. Le tracé de la rue Beauvoisine, de la rue des Carmes et de la rue Grand-Pont laisse encore l'empreinte du cardo de Rotomagus dans la ville moderne.

## Bâtiments remarquables et lieux de mémoire
La rue Beauvoisine comporte de nombreux édifices protégés au titre des monuments historiques :
- no 8 : Immeuble[4]
- no 15 : Immeuble[5]
- nos 24 et 26 : Immeuble[6]
- nos 56 et 58 : Maison[7]
- no 63 : Immeuble[8]
- no 72 : Immeuble[9]
- nos 100 et 102 : Immeuble[10]
- no 105 : Immeuble[11]
- no 107 : Immeuble[12]
- no 113 : Immeuble[13]
- no 132 : Maison[14]
- no 166 : Immeuble[15]
- nos 175 à 183 : Immeubles[16]
- no 188 : Immeuble[17]
- no 200 : Maison[18]
- no 202 : Maison[19]

Michel Aroux y est mort en 1841. Son fils Eugène Aroux y a habité. Le peintre Henry Somm y est né en 1844. Le peintre de marine Auguste Jugelet y est mort en 1874. Le peintre Marcel Couchaux y est né en 1877.
Au no 10 se trouvait l'École pratique de commerce et d'industrie.
Au no 190 se trouve l'hôtel des sociétés savantes, où siègent notamment l'Académie des sciences, belles-lettres et arts de Rouen et la Société libre d'émulation de la Seine-Maritime.
Au no 198 se trouve le muséum de Rouen qui occupe l'ancien couvent de la Visitation.